# Lilla Svantjärnen, Gästrikland
Lilla Svantjärnen är en sjö i Gävle kommun i Gästrikland och ingår i Hamrångeåns huvudavrinningsområde. Lilla Svantjärnen ligger i Häckelsängs högmosse och Gnagmur Natura 2000-område.